# William Charles Schroeder
Pour les articles homonymes, voir Schroeder.
William Charles Schroeder (né en 1895 à Staten Island et mort en 1977) est  un ichtyologiste américain.